# Franco Bandini
Franco Bandini (Siena, 16 novembre 1921 – Colle di Val d'Elsa, 12 novembre 2004) è stato un giornalista italiano.

## Biografia
Nato a Siena nel 1921, sottotenente di artiglieria nella campagna di Russia nel 1942-43, Bandini è stato giornalista del Corriere della Sera per più di quarant'anni, e inviato speciale dei settimanali La Domenica del Corriere, L'Europeo e Tempo. SI è cimentato nella scrittura di libri di storia, dedicati prevalentemente al Novecento italiano. Nella sua produzione troviamo, oltre ai prevalenti testi di argomento storico, anche libri di genere diverso quali I pirati dello spazio, racconti di fantascienza del 1953, il pamphlet Il petrolio italiano  del  1955,  e Il mistero dei dischi volanti inchiesta sul fenomeno degli avvistamenti, edito nel 1971. Per primo propose l'ipotesi - mai confermata dalla ricerca storiografica - della "doppia fucilazione" di Mussolini, prima ad opera dei servizi segreti inglesi, ripetuta poi dai partigiani italiani. Lasciata Milano nel 1970, si era ritirato nella sua fattoria Il casalone a Colle di Val d'Elsa, in provincia di Siena, dove è morto a ottantatré anni, nel 2004, assistito dalla moglie Paola Montini e dai suoi figli.

## Opere
- I pirati dello Spazio. Tre uomini su Marte, Milano, Ed. E. U. B., 1953.
- Le ultime 95 ore di Mussolini, Milano, Sugar, 1953.
- Il petrolio italiano, Milano, Longanesi, 1955.
- Claretta. Profilo di Clara Petacci e dei suoi tempi, Milano, Sugar, 1960.
- Tecnica della sconfitta. Storia dei quaranta giorni che precedettero e seguirono l'entrata dell'Italia in guerra, Milano, Sugar, 1963.  Su licenza Sugar  Milano , Longanesi , 1969 . Nuova ed. Firenze, Nuova Editoriale Florence Press, 2013. ISBN 978-88-908964-0-8.
- Faccetta nera. Rievocazione storica delle nostre imprese coloniali d'Africa, pubblicazione in fascicoli, Milano, Domenica del Corriere, 1965-1966.
- Il Piave mormorava, Milano, Longanesi, 1965.
- Io c'ero. Testimonianze di combattenti italiani della Russia, del cielo e del mare, Milano, Longanesi, 1971.
- Il mistero dei dischi volanti, Firenze, Giunti-Nardini, 1971. Nuova ed. Milano, Mursia, 2016. ISBN 978-88-425-5701-2.
- Gli italiani in Africa. Storia delle guerre coloniali, 1882-1943, Milano, Longanesi, 1971. Nuova ed. Milano, Res Gestae, 2014. ISBN 978-88-6697-093-4.
- I generali di Hitler, Franco Bandini e altri, Milano, A. Mondadori, 1978.
- Vita e morte segreta di Mussolini, Milano, A. Mondadori, 1978.
- Il maschio in estinzione, Milano, Rusconi, 1979.
- Alla conquista dell'Impero, vol. XVI de I grandi eventi: l'Italia dal 1861 ad oggi, Milano, Gruppo editoriale Fabbri, 1983.
- Žukov, collezione La seconda guerra mondiale: i grandi protagonisti, Milano, Gruppo editoriale Fabbri, 1983.
- Il cono d'ombra, Milano, SugarCo, 1989.
- 1861-1871, il primo decennio, vol. III de Storia d'Italia dall'Unità ad oggi, Franco Bandini e altri, A. Curcio, 1993.
- 1943: l'estate delle tre tavolette, a cura di Enrico Cernuschi, Pavia, Gianni Iuculano, 2005. ISBN 88-7072-699-1.
- L'occhio polemico, a cura di Enrico Cernuschi, Pavia, Gianni Iuculano, 2006. ISBN 88-7072-748-3.
- Lo sbarco in Sicilia, a cura di Beppe Benvenuto, Milano, Mursia, 2011. ISBN 978-88-425-4656-6.

### Prefazioni e curatele
- Franco Bandini (a cura di), La Grande guerra, illustrazioni di Achille Beltrame, Milano, Domenica del Corriere, 1964-1965.
- Pietro Ciabattini, Coltano 1945. Un campo di concentramento dimenticato, prefazione di Franco Bandini, Milano, Mursia, 1995.